# 神秘
神秘（しんぴ）とは、人間の知恵では計り知れない不思議、普通の認識や理論を超えたこと。
古くは「じんぴ」とも。英語では「mystery（ミステリー）」「secret（シークレット）」と表される。

## 概説
語源にギリシア語のμυστήριον （ミュステーリオン）がある。このμυστήριονという語は新約聖書では27回用いられており、形容詞的に用いられている。意味としては、自然的な理解を超え、神の啓示 Aποκάλυψις （アポカリュプシス）によってのみ理解可能となるものといった意味で用いられている。
中世ヨーロッパでは聖書に登場する数々の神秘を人々に知らせるために神秘劇が発達した。
神秘を重視し、神や絶対的な存在を自己の内に直接に感じようとすることが神秘主義（mysticism）である。神秘主義の根本にはUnio Mystica （ウニオ・ミュスティカ）すなわち「神秘的合一」があり、それは通常の自己とは異なるものとの合一であるから、自己という枠を取り払ったり突破したりすることになる。つまり合一は脱自であるので、神秘家は体験的にエクスタシー（肉体という自己の殻から出ること）を感得している。